# Berxen
Berxen ist ein Ortsteil des Fleckens Bruchhausen-Vilsen im Landkreis Diepholz in Niedersachsen. Der Ort liegt westlich des Kernbereichs von Bruchhausen-Vilsen. 
Berxen hat einen Bahnhof an der Bahnstrecke Syke-Eystrup. Diese Strecke dient heute nur noch touristischem Verkehr (siehe auch Verkehrsbetriebe Grafschaft Hoya).
Am 1. März 1974 wurde Berxen zusammen mit den bis dahin selbständigen Orten Homfeld und Wöpse nach Bruchhausen-Vilsen eingemeindet.

## Bauwerke

### Baudenkmale
- In der Liste der Baudenkmale in Bruchhausen-Vilsen sind für Berxen sieben Baudenkmale aufgeführt.

## Vereine
- Schützenverein Berxen von 1909 e. V.[2]